# Bodie Island fyr
Bodie Island fyr är en amerikansk fyr 
på halvön Bodie Island på  North Carolinas ostkust. 
Fyren, som är den andra av tre fyrar  på barriäröarna Outer Banks som ritades av Dexter Stetson, är byggt av tegel och 47 meter hög. I anslutning till fyren ligger en fyrvaktarbostad i två våningar och ett oljeförråd. Fyren tändes första gången den 1 oktober 1872. Fyrapparaten avger två vita  blixtar var trettionde sekund.

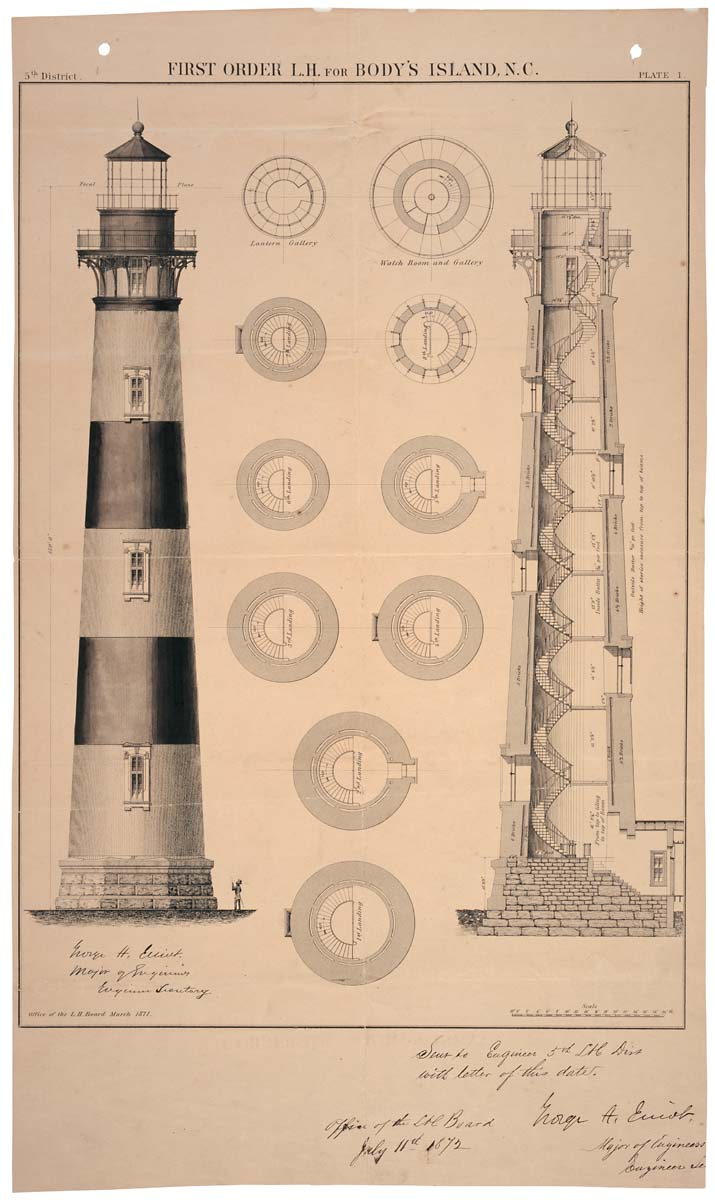
Ritning från 1871.

Den första fyren på platsen byggdes år 1847 av en tulltjänsteman utan erfarenhet av fyrar. Något år senare började den att luta och trots flera reparationer kunde fyren inte räddas utan måste rivas. År 1859 byggdes en ny fyr i närheten,  men den sprängdes under amerikanska inbördeskriget två år senare av soldater från sydstaterna som befarade att nordstaterna skulle använda tornet som utsiktspost.
Fyren elektrifierades och avbemannades år 1932 och år 1953 övertog National Park Service området runt fyren. I juli 2000 övertog de själva fyrplatsen och lät renovera och måla fyren 2002–2004. USA:s kustbevakning hade planer på att byta ut Fresnel-linsen mot en modern lins av plast, men efter protester överlät de linsen och ansvaret för reparationer och drift till National Park Service.
I augusti 2004 föll två stora järnbitar ner från fyrens balkong och ett staket restes runt fyren. Kongressen beviljade medel för ytterligare renoveringar i mars 2009 och i september samma år började arbetet med att restaurera fyren. Projektet avslutades våren 2013 efter att ytterligare medel hade beviljats och den 19 mars 2013 tändes fyren igen.
Fyrvaktarbostaden används som besökscenter och kontor för personal från den kringliggande nationalparken och som museum.
Fyrplatsen och museet är öppna hela året och fyren kan besökas med guide under sommarhalvåret.